# Jivarus carbonelli
Jivarus carbonelli är en insektsart som beskrevs av Ronderos 1979. Jivarus carbonelli ingår i släktet Jivarus och familjen gräshoppor. Inga underarter finns listade i Catalogue of Life.